# Frederico Trajano
Frederico Trajano Inácio Rodrigues (Franca, 25 de março de 1976) é um administrador de empresas e executivo brasileiro, atualmente CEO do Magazine Luiza (Magalu) e a terceira geração da família à frente da Magalu. Responsável pela transformação digital do Magalu com a integração de lojas físicas e virtuais além de inúmeras aquisições, transformando a empresa em uma das dez maiores varejistas brasileiras.
Foi eleito durante três anos consecutivos (2017, 2018, 2019) entre os 25 melhores CEOs do Brasil pela revista Forbes.
Em 2018, foi considerado o homem do ano em Liderança, pela revista GQ Brasil.

## Biografia
Sobrinho neto da fundadora Luiza Trajano Donato e filho de Luiza Helena Trajano, empresária e executiva há mais de 25 anos à frente do Magazine Luiza, Frederico Trajano atua como CEO da empresa desde 2016.
Em 1998, Trajano formou-se em administração de empresas pela Fundação Getúlio Vargas, em São Paulo, e alguns anos depois, pós graduou-se pela Universidade de Stanford, nos Estados Unidos.
Em 2017, Trajano foi considerado um dos 25 melhores CEOs do Brasil pela revista Forbes e eleito o Empreendedor do Ano em E-commerce, pela Revista Isto É Dinheiro.
No mesmo ano, foi eleito "Líder do Brasil" pelo LIDE, maior premiação empresarial do país.
Em Abril de 2021, Frederico entrou como sócio do portal jornalístico Poder360 com a aquisição de 25% do negócio, com investimento individual. Segundo o portal, o investimento visa a expansão do negócio. 

### Carreira
Em sua primeira posição no Magazine Luiza, Trajano adotou a estratégia de lançar a operação de comércio eletrônico integrada à operação das lojas físicas, prática oposta a do mercado na época. Tal decisão fez com que o Magazine Luiza se tornasse uma das primeiras redes varejistas do país a integrar suas operações.
Três anos depois, Trajano passou a atuar como diretor de vendas de lojas físicas, internet e marketing da companhia. Entre os anos de 2010 e 2015, ele ocupou a posição de diretor de operações que abrangia as áreas de vendas, marketing, logística e tecnologia. 
Durante a sua gestão como diretor de operações, Trajano implementou projetos importantes para a digitalização do Magazine Luiza, como o LuizaLabs, um laboratório de tecnologia e inovação focado em desenvolver projetos para todos os canais de vendas da companhia.  Ele também foi responsável pelo lançamento da Lu, avatar para ajudar os clientes nas vendas online, e o Magazine Você, a primeira operação de varejo do mundo  realizada em redes sociais. 
Após 13 anos de atuação em diversas posições na companhia, em 2014 Trajano começou a ser preparado pelo presidente executivo da companhia à época, Marcelo Silva, para sua sucessão no controle do Magazine Luiza.
E foi em janeiro de 2016, com foco em transformar um varejo tradicional com atuação digital em uma plataforma digital com pontos físicos, que Frederico Trajano assumiu a posição de CEO da companhia.
Nos 23 primeiros meses de sua gestão, o e-commerce do Magazine Luiza  apresentou um crescimento de 50% e representava 30% do faturamento da empresa. Durante o mesmo período, o valor de mercado do Magazine Luiza cresceu 30 vezes.
Ainda durante sua gestão, as ações do Magazine Luiza, foram cotadas como as de maior alta no acumulado 2016-2017, segundo estudo feito pela consultoria Economatica, com mais de 5000 empresas americanas e de seis países da América Latina.De acordo com levantamento do Boston Consulting Group (BCG), a partir de dados de 31 de dezembro de 2020, no período de 2016 a 2020, o Magazine Luiza gerou um retorno total de 226,4% de ganhos em valorização de mercado e dividendos anuais, colocando o Magalu como a empresa que mais gerou retorno aos acionistas no mundo, ficando na primeira posição no ranking global, por indústria. As informação são da pesquisa “The 2021 Value Creators Rankings”, com a classificação de empresas do mundo que mais geram retorno total para o acionista. 
Em 2018, recebeu o prêmio Executivo de Valor, do jornal O Valor, que premia os gestores que se destacaram durante o ano.
Em 2020, Trajano foi escolhido o executivo mais inovador do Brasil pelo anuário Valor Inovação Brasil e também foi eleito Executivo de Valor em premiação do jornal nas categorias Comércio (pela terceira vez consecutiva) e Transformação Digital. Frederico ainda ganhou o Prêmio E-Commerce Brasil na categoria Gestão e Operações.